# Robert Lambert Playfair
Robert Lambert Playfair est un militaire et un naturaliste britannique, né en 1828 et mort en 1899.

## Biographie
Membre d’une famille prestigieuse, il est le fils de George Playfair et Janet Ross. Sir Playfair fait ses études à St Andrews et à l’École militaire d’Addiscombe. Il rejoint en 1846 l’artillerie à Madras. Il se marie avec Agnes Ranken Webster (1832-1918). Il voyage beaucoup avant d’être embauché par Sir James Outram (1803-1863) comme assistant agent politique à Aden en 1854. Il devient agent politique à Zanzibar en 1862, poste qu’il conserve jusqu’en 1867. Il devient alors consul général en Algérie jusqu’en 1897.
Il se retire alors à St Andrews où il reçoit un doctorat honoris causa en droit en 1899. Il est notamment membre de la Royal Geographical Society et de la section zoologique de la British Association for the Advancement of Science.
Sir Playfair est l’auteur de History of Arabia Felix or Yemen from the commencement of the Christian era to the present time; including an account of the British settlement of Aden (Bombay, 1859), The Fishes of Zanzibar avec Albert Charles Lewis Günther (1830-1914) (Londres, 1866), The Scourge of Christendom, Annals of British Relations with Algiers prior to the French Conquest (Londres, 1884), Bibliography of the Barbary States, Algeria, Cyrenaica and Morocco (1889), Handbook to the Mediterranean : its cities, coasts, and islands (Londres, 1882), A Bibliography of Morocco from the earliest time to the end of 1891 (Londres, 1892).